# Andrzej Tochowicz
Andrzej Jan Tochowicz (ur. 15 października 1947 w Kościejowie, zm. 15 lutego 2016 w Krakowie) – polski rolnik i polityk, poseł na Sejm PRL VII kadencji.

## Życiorys
Prowadził gospodarstwo rolne. W 1973 został absolwentem Zaocznego Technikum Rolniczego w Piotrkowicach Małych. Pełnił funkcję przewodniczącego koła Związku Młodzieży Wiejskiej w Kościejowie. W 1969 został członkiem Polskiej Zjednoczonej Partii Robotniczej. Zasiadał w Komitecie Gminnym PZPR w Racławicach (także w jego egzekutywie) i w plenum Komitetu Powiatowego. Był też zastępcą członka Komitetu Wojewódzkiego w Krakowie. Zasiadał w Gromadzkiej Radzie Narodowej, ponadto był zastępcą przewodniczącego Gminnej RN w Racławicach. Od 1975 był sołtysem wsi Kościejów. W 1976 uzyskał mandat posła na Sejm PRL VII kadencji w okręgu Kielce. Zasiadał w Komisji Oświaty i Wychowania oraz w Komisji Rolnictwa i Przemysłu Spożywczego. Działacz Ochotniczej Straży Pożarnej w Kościejowie.

## Odznaczenia
- Odznaka „Zasłużony Pracownik Rolnictwa”
- Srebrna odznaka „Za zasługi dla ziemi krakowskiej”